# Contournement routier de Montpellier
Le contournement routier de Montpellier est un aménagement routier permettant de contourner la ville de Montpellier.

## Tracé

### Contournement ouest
Carrefour giratoire entre A709, Rue de Montels Eglise, D 65 et D 132 : Parc d'activités du Puech Radier, Parc d'activités Tournezy, Marché d'intérêt national Mercadis, Prés d'Arènes, Port Marianne, Garosud, Croix d'Argent, Mosson, Hôpitaux-Facultés, Saint-Jean-de-Védas

### Contournement nord
- Carrefour giratoire entre D 65, Rue Marius Petipa et Rue Favre de Saint-Castor : Celleneuve, Parc 2000
- Carrefour giratoire entre D 65 et Rue du Professeur Blayac : Pierresvives, LEP Léonard de Vinci, CFA du bâtiment, Mosson, Stade de la Mosson, Grabels
- Carrefour giratoire entre D 65 et Avenue des Moulins : Celleneuve, DDPP-DDCS, Hôtel du Département, Hérault Habitat, Sup de Co, ICF
- Carrefour giratoire entre D 65 et Rue Jean Bart : Maison du Tourisme, Les Cévennes, Gymnase B. Jouanique, Parc d'activités d'Alco, Centre De Gestion de la fonction Publique Territoriale 34
- Avenue du Père Soulas : CHRU de Montpellier, Faculté de Médecine, Universités Montpellier, INSERM, Parking tramway
- Carrefour giratoire entre D 65 et Route Ernest Hemingway : Domaine d'Ô, Parc Euromédecine, Parking tramway, Malbosc, Hauts de Massane, Grabels
- Rue Frédéric Pottecher
- Rue Saint-Priest : Ecole de Chimie Pilote, CINES, LIRMM, Clinique Fontdroide, Maison de retraite
- Rue de la Cardonille : CHRU de Montpellier, Faculté de Médecine, Universités Montpellier, INSERM, Parking tramway
- Rue de la Croix de Lavit
- Avenue des Moulins : Ganges
- Avenue des Moulins : Parking tramway, Plan des Quatre Seigneurs, Hôpitaux-Facultés, Montpellier-centre historique, Ganges
- Avenue Vincent Auriol :
- Carrefour giratoire entre D 65 et Rue des Quatre Vents : Plan des Quatre Seigneurs, Domaine de Veyrassi, Stade, Fond Froide, Thomassy
- : Parc Agropolis, Zoo de Lunaret, Saint-Clément-de-Rivière, Montferrier-sur-Lez, Parc Scientifique Agropolis, Clinique de la Lironde
- Carrefour giratoire entre D 17 et D17 : Prades-le-Lez, Claret, Saint-Mathieu-de-Tréviers
- : Clapiers, Jacou-La Plaine, Le Fesquet
- : Les Closades
- D 21 : Castelnau-Centre, Jacou
- Carrefour giratoire entre D 65, Avenue René Couveinhes et D 65E1 : Castelnau-Le Devois, Lycée Georges Pompidou, Palais des sports, Parc d'activités la Garrigue, Parking tramway, Parc d'activités du Crès, A9, Jacou, Vendargues, Nîmes, Alès

### Contournement est
- Carrefour giratoire entre D 65E1 et Voie Domitienne : Le Crès-Centre, Collège de la Voie Domitienne, Stade, Halle de sport, Parking tramway
- Carrefour giratoire entre D 65E1, Route de Nîmes et D 613 : Parc d'activités de l'Aube Rouge, Parc d'activités de la Garrigue, Parking tramway, Castelnau-centre
- Carrefour giratoire entre D 65E1, Boulevard Philippe Lamour, Rue de Doscares et Chemin de la Vieille Poste : Castelnau-Sud, Parc d'activités Castelnau 2000, Parc d'activités Jean Mermoz, Montpellier-Centre historique, Odysseum, Zénith, Parc des Expositions, Arena, Aéroport Montpellier-Méditerranée

### Contournement sud
- Carrefour giratoire entre D 66, A709 et D 24 : Gare Sud de France, Aéroport Montpellier-Méditerranée, La Grande-Motte, Nîmes, Lyon, Grammont, Zénith, Complexe funéraire Saint-Etienne
- 28 Vendargues : Montpellier-Hôpitaux Facultés, Vendargues, Le Crès, Castelnau-le-Lez, Mauguio, Baillargues par RN 113, Alès, Nîmes par RN (km 3,3)
- 29 Montpellier Est : Montpellier-Centre, Millénaire,  Aéroport Montpellier Méditerranée, La Grande-Motte, Carnon-Plage (km 10,5)
- 30 Montpellier Sud : Montpellier-Centre, Prés d'Arènes, Palavas-les-Flots, Lattes par RD 986 (km 14,5)
- 31 Montpellier Ouest : Montpellier-Croix d'Argent, Montpellier-Mosson, Maurin par RD 132 ; Béziers, Sète, Villeneuve-lès-Maguelone par RD 613 (km 16,6)